# USS LST-989
O USS LST-989 foi um navio de guerra norte-americano da classe LST que operou durante a Segunda Guerra Mundial.